# Kap Crossfire
Das Kap Crossfire ist der südöstliche Ausläufer des Malta-Plateaus in den Victory Mountains im ostantarktischen Viktorialand. Die Landspitze liegt am Zusammenfluss des Mariner-Gletschers im Westen mit dem aus Norden kommenden Borchgrevink-Gletscher vor deren getrennter Einmündung in das Ross-Meer.
Das New Zealand Antarctic Place-Names Committee spielte mit seiner Benennung im Jahr 1966 auf das Aufeinandertreffen von Eisströmen aus unterschiedlichen Richtungen wie bei einem Kreuzfeuer (englisch crossfire) an.